# Associazione Calcio Stabia 1950-1951
Questa voce raccoglie le informazioni riguardanti l'Associazione Calcio Stabia nelle competizioni ufficiali della stagione 1950-1951.

## Stagione
Nella stagione 1950-1951 lo Stabia è giunto al primo posto nel campionato di Serie C girone D, a pari merito col Foggia. Conquista così la promozione in Serie B 1951-1952, dopo lo spareggio a Firenze battendo la squadra pugliese per 2-0.

## Rosa
| N. |                   | Ruolo | Calciatore                        |
| -- | ----------------- | ----- | --------------------------------- |
|    | Italia (bandiera) | P     | Renato Giudici                    |
|    | Italia (bandiera) | D     | Luigi Vultaggio                   |
|    | Italia (bandiera) | D     | Dario Ciccone (capitano)          |
|    | Italia (bandiera) | D     | Fernando Casuzzi                  |
|    | Italia (bandiera) | D     | Renato Tiriticco                  |
|    | Italia (bandiera) | D     | Giovanni Greselin (vice-capitano) |
|    | Italia (bandiera) | C     | Franco Rosi                       |
|    | Italia (bandiera) | C     | Giovanni Palma                    |
|    | Italia (bandiera) | C     | Emilio Ferrari                    |

| N. |                   | Ruolo | Calciatore         |
| -- | ----------------- | ----- | ------------------ |
|    | Italia (bandiera) | C     | Italo Marra        |
|    | Italia (bandiera) | C     | Francesco Grosso   |
|    | Italia (bandiera) | C     | Romolo Sforza      |
|    | Italia (bandiera) | C     | Giuseppe Carissimi |
|    | Italia (bandiera) | C     | Franco Rosi        |
|    | Italia (bandiera) | A     | Gino Cereseto      |
|    | Italia (bandiera) | A     | Gaspare Parvis     |
|    | Italia (bandiera) | A     | Enzo Bellini       |

## Risultati

### Campionato di Serie C

#### Girone di andata
| Castellammare di Stabia 24 settembre 1950 1ª giornata | Stabia | 2 – 1 | Acireale |  |

| Avellino 1º ottobre 1950 2ª giornata | Avellino | 2 – 2 | Stabia |  |

| Castellammare di Stabia 8 ottobre 1950 3ª giornata | Stabia | 3 – 0 | Brindisi |  |

| Messina 15 ottobre 1950 4ª giornata | Arsenale Messina | 1 – 2 | Stabia |  |

| Castellammare di Stabia 22 ottobre 1950 5ª giornata | Stabia | 3 – 0 | Nissena |  |

| 29 ottobre 1950 6ª giornata | Torrese | 1 – 2 | Stabia |  |

| Castellammare di Stabia 5 novembre 1950 7ª giornata | Stabia | 2 – 0 | Marsala |  |

| Reggio Calabria 12 novembre 1950 8ª giornata | Reggina | 2 – 1 | Stabia |  |

| Castellammare di Stabia 19 novembre 1950 9ª giornata | Stabia | 1 – 1 | Foggia |  |

| Catanzaro 26 novembre 1950 10ª giornata | Catanzaro | 1 – 1 | Stabia |  |

| Caserta 3 dicembre 1950 11ª giornata | Casertana | 1 – 3 | Stabia |  |

| Arbitro: | Gentile (Catanzaro) |

|                      |           |  |
| Parvis 24’ Marra 81’ | Marcatori |  |

| Lecce 17 dicembre 1950 13ª giornata                | Lecce     | 1 – 1  | Stabia | Stadio Carlo Pranzo |
| \| \| \| \| \| Bislenghi \| Marcatori \| Parvis \| |           |        |        |                     |
|                                                    |           |        |        |                     |
| Bislenghi                                          | Marcatori | Parvis |        |                     |

| Castellammare di Stabia 24 dicembre 1950 14ª giornata | Stabia | 1 – 0 | Crotone |  |

| Benevento 31 dicembre 1950 15ª giornata | Benevento | 2 – 0 | Stabia |  |

| Castellammare di Stabia 7 gennaio 1951 16ª giornata | Stabia | 3 – 1 | Cosenza |  |

| Maglie 14 gennaio 1951 17ª giornata | Toma Maglie | 0 – 2 | Stabia |  |

Turno di riposo: 18ª giornata
| Castellammare di Stabia 28 gennaio 1951 19ª giornata | Stabia | 1 – 1 | Igea Virtus |  |

#### Girone di ritorno
| Acireale 4 febbraio 1951 20ª giornata | Acireale | 1 – 3 | Stabia |  |

| Castellammare di Stabia 11 febbraio 1951 21ª giornata | Stabia | 4 – 0 | Avellino |  |

| Brindisi 18 febbraio 1951 22ª giornata | Brindisi | 0 – 3 | Stabia |  |

| Castellammare di Stabia 25 febbraio 1951 23ª giornata | Stabia | 2 – 0 | Arsenale Messina |  |

| Caltanissetta 4 marzo 1951 24ª giornata | Nissena | 1 – 3 | Stabia |  |

| Castellammare di Stabia 11 marzo 1951 25ª giornata | Stabia | 4 – 0 | Torrese |  |

| Marsala 18 marzo 1951 26ª giornata | Marsala | 3 – 1 | Stabia |  |

| Castellammare di Stabia 26 marzo 1951 27ª giornata | Stabia | 1 – 0 | Reggina |  |

| Foggia 1º aprile 1951 28ª giornata | Foggia | 2 – 1 | Stabia |  |

| Castellammare di Stabia 8 aprile 1951 29ª giornata | Stabia | 1 – 1 | Catanzaro |  |

| Castellammare di Stabia 15 aprile 1951 30ª giornata | Stabia | 6 – 1 | Casertana |  |

| Arbitro: | Cicardi (Lecco) |

|                                |           |                     |
| Ferrari 3’, 49’ Luzzi 16’, 68’ | Marcatori | 6’ Grosso 25’ Palma |

| Castellammare di Stabia 29 aprile 1951 32ª giornata | Stabia    | 1 – 0 | Lecce |  |
| \| \| \| \| \| Parvis \| Marcatori \| \|            |           |       |       |  |
|                                                     |           |       |       |  |
| Parvis                                              | Marcatori |       |       |  |

| Crotone 6 maggio 1950 33ª giornata | Crotone | 2 – 1 | Stabia |  |

| Castellammare di Stabia 13 maggio 1951 34ª giornata | Stabia | 2 – 1 | Benevento |  |

| Cosenza 20 maggio 1951 35ª giornata | Cosenza | 5 – 1 | Stabia |  |

| Castellammare di Stabia 27 maggio 1951 36ª giornata | Stabia | 5 – 0 | Toma Maglie |  |

Turno di riposo: 37ª giornata
| Barcellona Pozzo di Gotto 10 giugno 1951 38ª giornata | Igea Virtus | 0 – 2 | Stabia |  |

### Spareggio
| Firenze 17 giugno 1951                     | Stabia    | 2 – 0 | Foggia |  |
| \| \| \| \| \| Cereseto \| Marcatori \| \| |           |       |        |  |
|                                            |           |       |        |  |
| Cereseto                                   | Marcatori |       |        |  |

## Statistiche

### Statistiche di squadra
| Competizione | Punti | In casa | In casa | In casa | In casa | In casa | In casa | In trasferta | In trasferta | In trasferta | In trasferta | In trasferta | In trasferta | Totale | Totale | Totale | Totale | Totale | Totale | DR  |
| Competizione | Punti | G       | V       | N       | P       | Gf      | Gs      | G            | V            | N            | P            | Gf           | Gs           | G      | V      | N      | P      | Gf     | Gs     | DR  |
| ------------ | ----- | ------- | ------- | ------- | ------- | ------- | ------- | ------------ | ------------ | ------------ | ------------ | ------------ | ------------ | ------ | ------ | ------ | ------ | ------ | ------ | --- |
| Serie C      | 52    | 18      | 15      | 3       | 0       | 44      | 7       | 18           | 8            | 3            | 7            | 31           | 29           | 36     | 23     | 6      | 7      | 75     | 36     | +39 |
| Spareggio    |       | -       | -       | -       | -       | -       | -       | -            | -            | -            | -            | -            | -            | 1      | 1      | 0      | 0      | 2      | 0      | +2  |
| Totale       |       | 18      | 15      | 3       | 0       | 44      | 7       | 18           | 8            | 3            | 7            | 31           | 29           | 37     | 24     | 6      | 7      | 77     | 36     | +41 |

### Andamento in campionato
| Giornata  | 1 | 2 | 3 | 4 | 5 | 6 | 7 | 8 | 9 | 10 | 11 | 12 | 13 | 14 | 15 | 16 | 17 | 18 | 19 | 20 | 21 | 22 | 23 | 24 | 25 | 26 | 27 | 28 | 29 | 30 | 31 | 32 | 33 | 34 | 35 | 36 | 37 | 38 |
| --------- | - | - | - | - | - | - | - | - | - | -- | -- | -- | -- | -- | -- | -- | -- | -- | -- | -- | -- | -- | -- | -- | -- | -- | -- | -- | -- | -- | -- | -- | -- | -- | -- | -- | -- | -- |
| Luogo     | C | T | C | T | C | T | C | T | C | T  | T  | C  | T  | C  | T  | C  | T  | -  | C  | T  | C  | T  | C  | T  | C  | T  | C  | T  | C  | C  | T  | C  | T  | C  | T  | C  | -  | T  |
| Risultato | V | N | V | V | V | V | V | P | N | N  | V  | V  | N  | V  | P  | V  | V  | -  | N  | V  | V  | V  | V  | V  | V  | P  | V  | P  | N  | V  | P  | V  | P  | V  | P  | V  | -  | V  |
| Posizione | 1 | 3 | 1 | 1 | 1 | 1 | 1 | 1 | 1 | 1  | 1  | 1  | 1  | 1  | 1  | 1  | 1  | 1  | 1  | 1  | 1  | 1  | 1  | 1  | 1  | 1  | 1  | 1  | 1  | 1  | 1  | 1  | 1  | 1  | 2  | 2  | 1  | 1  |

Fonte: Classifiche tratte dal Corriere dello Sport, annate 1950 e 1951
Legenda:

Luogo: C = Casa; T = Trasferta. Risultato: V = Vittoria; N = Pareggio; P = Sconfitta.

## Juve Stabia
Contemporaneamente alla promozione in Serie B dello Stabia, la Juve Stabia, a quell'epoca secondo club cittadino, disputava il campionato dilettantistico regionale di Prima Divisione, ottenendo un piazzamento di media classifica.